# St. Marien (Berlin-Reinickendorf)
Die katholische St.-Marien-Kirche im Berliner Ortsteil Reinickendorf des Bezirks Reinickendorf ist ein 1919 eingeweihter neugotischer Kirchenbau. Die dreischiffige Basilika mit Querschiff, einjochigem Chor und polygonaler Apsis steht unter Denkmalschutz.

## Geschichte
Reinickendorfs Dörflichkeit reichte bis 1870/1871 heran. Danach befand sich Reinickendorf schon im Sog der industriellen Urbanisierung. Der erste Gottesdienst fand am 14. April 1887 in der Kapelle des Klosters statt, das die Kongregation der Schwestern vom Guten Hirten in der Residenzstraße 90/91 gegründet hatte. Dieser Sog verdichtete sich 1893 mit der Eröffnung der Kremmener Bahn. Am 30. Dezember 1892 erhob der Bischof des Bistums Breslau die Kuratie St. Marien zur Pfarrei, sie zählte bereits 3500 Katholiken. Das Gebiet dieser unmittelbaren Tochtergemeinde von St. Hedwig erstreckte sich von der damaligen Stadt Berlin bis an die Grenze Mecklenburgs.
Seit 1904 diente die St.-Marien-Kapelle des von August Kaufhold entworfenen Pfarrhauses in der Letteallee 86 als Gottesdienstraum. Kaufhold plante neben dem Pfarrhaus an der Letteallee 82–84 einen monumentalen Kirchenbau, der jedoch nicht zur Ausführung gelangte. Nachdem der Bauplatz in der heutigen Klemkestraße gekauft war, der zentraler im Pfarrgebiet als der in der Letteallee lag, entwarf Kaufhold eine Pfarreikirche in freier Anlehnung an märkische Backsteinkirchen, deren wehrhafte Formen kirchliche Macht und Repräsentation ausstrahlen sollten. Kaufhold setzte zwar die begonnene Reform in der Architektur fort, bewahrte aber den Historismus. Auch für das benachbarte, gleichzeitig entstandene Gemeinde- und Pfarrhaus wählte Kaufhold eine ähnlich historisierende Formensprache, sodass Kirche und Gemeindehaus in Material und Gestalt einen einheitlichen Gebäudekomplex bilden. Mit dem Bau der Kirche wurde mit der Grundsteinlegung am 7. September 1913. Durch den Ausbruch des Ersten Weltkriegs kam es jedoch zur Unterbrechung des Kirchenbaus. So fand am 1. Juni 1915 eine Baustilllegung statt. Nach Ende des Krieges wurde mit Beschluss des Pfarrverwaltungsrates vom 30. März 1919 der Kirchenbau fertiggestellt. Schließlich konnte der Kirchenbau am 21. Oktober 1919 durch den Übergeordneten Breslauer Fürstbischof Dr. Adolf Bertam eingeweiht werden. Das Gotteshaus ist das letzte im neugotischen Stil errichtete Kirchenbauwerk im Raum Berlin.
Im Zweiten Weltkrieg wurde die Kirche und das Pfarrhaus stark in Mitleidenschaft gezogen. So mussten etwa die Kirchenglocken 1942 zu Kriegszwecken abgaben werden. Im Zeitraum von 1944 bis 1945 erlitt die St.-Marien-Kirche mehrfach Bombenschäden. Am 12. August 1944 wurde die Kirche im Rahmen der alliierten Luftangriffe durch eine Luftmine getroffen. Schlussendlich wurden Kirchenfenster mit Glasmalerei sowie das Dach und die Orgel zerstört. Beim Kampf um Berlin wurde das Mittelschiff durch Artillerie beschädigt.
Der Wiederaufbau erfolgte bis 1956, dabei wurde das Kirchendach 1953 wiederhergestellt. Auf die Restaurierung der Ausmalung im Innern wurde verzichtet. Die im Krieg zerstörten Fenster, die der Glasmaler Carl Busch geschaffen hatte, wurden zunächst durch provisorische und 1969 durch neue farbige ersetzt.
Zu Weihnachten 1960 läuteten die drei neu angeschafften Kirchenglocken erstmalig.

## Baubeschreibung
St. Marien mit ihrer burgähnlichen Mittelalterlichkeit ist ein Beispiel für eine historisch verankerte Architektursprache der Backsteingotik in neuer Zeit. Dabei wirkten sich die Beziehungen Kaufholds zu Christoph Hehl aus, der mit seinen gewaltigen Kirchen seit den 1890er Jahren den katholischen Kirchenbau in Berlin geprägt hatte und gerade unter dem Aspekt des Bauens in der katholischen Diaspora das machtvolle Auftreten in alten Formen vertrat, wie es seine Bauherren wünschten.

### Außenanlage
Der Außenbau des Gebäudekomplexes ist ein ziegelverblendeter Mauerwerksbau mit Putzfeldern. Um auf dem verhältnismäßig schmalen Grundstück, ohne die Wirkung der Kirche zu beeinträchtigen, zusätzlich noch das Gemeinde- und Pfarrhaus unterbringen zu können, setzte Kaufhold die burgähnliche Mittelturmfassade mit ihren zwei Portalvorbauten aus der Baulinie schräg zurück. Dadurch wurde ein Vorhof gebildet, der von der Straße mit einem schmiedeeisernen Zaun zwischen gemauerten Pfeilern abgegrenzt wird. Der massive Giebel des Kirchenschiffs, das von dem mächtigen Mittelturm überragt wird, ist über einen kleineren seitlichen turmartigen Torhaus mit dem viergeschossigen Pfarrhaus architektonisch verbunden. Die Fronten sind mit Spitzbogen-Fenstergruppen, Maßwerk, Zierblenden, asymmetrisch gestellten Risaliten unterschiedlicher Tiefe und Staffelgiebeln gegliedert. An den Längsseiten des Kirchenschiffs befinden sich Strebepfeiler. Am Ende des linken Seitenschiffes befindet sich ein Anbau für die Sakristei. An der Straße führt ein Treppenhaus zur Empore. Das Mittelschiff und die Türme haben Satteldächer.

### Innengestaltung
Das kreuzrippenüberwölbte Langhaus besteht aus einem kurzen dreijochigen Hauptschiff und zwei niedrigen Seitenschiffen, die ebenfalls mit einem Kreuzrippengewölbe überspannt sind. Es wird unmittelbar vor dem einjochigen Chor vom Querschiff gekreuzt, das nicht über die Seitenschiffe hinaus fluchtet, wodurch eine ausgeprägte sternüberwölbte Vierung entsteht. Die Altarzone schließt mit einer Fünf-Achtel-Apsis, die Seitenschiffenden sind kapellenartig ausgebildet.
Entsprechend der Liturgiereform des Zweiten Vatikanischen Konzils wurde 1969 der Altarraum durch Paul Brandenburg umgestaltet.
Etliche Figuren und Reliefs aus der bauzeitlichen Altarausstattung sind erhalten. Die Kreuzwegstationen schuf Rudolf Heltzel 1957, das Kruzifix Werner-Jakob Korsmeier 1972.

## Orgel

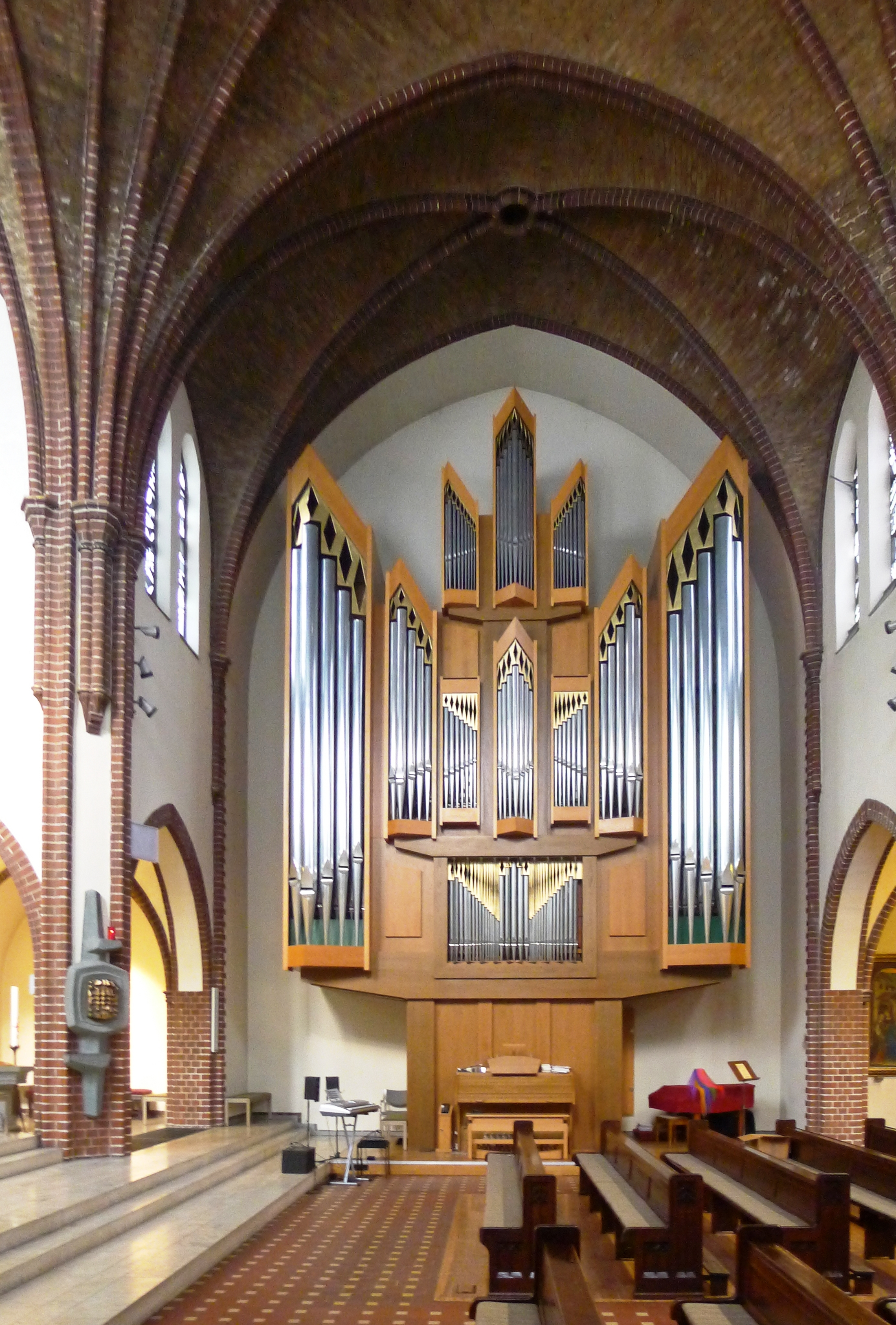
Blick auf die Orgelseite

Die von der Firma Gebrüder Stockmann gebaute Orgel wurde am Kirchweihfest, dem 11. Oktober 1980 geweiht. Das Instrument verfügt über 35 Register, eine mechanische Spieltraktur und eine elektrische Registertraktur. Die ehemalige Steinmeyer-Orgel, die auf der Empore stand, wurde im Krieg stark beschädigt und später abgebaut.
Disposition der Stockmann-Orgel:
| I Hauptwerk C–g3 |                 |        |
| 1.               | Schwegel        | 16′    |
| 2.               | Principal       | 08′    |
| 3.               | Gedackt         | 08′    |
| 4.               | Prinzipalflöte  | 04′    |
| 5.               | Schweizerpfeife | 02′    |
| 6.               | Kornett II–IV   | 02 ⁄3′ |
| 7.               | Mixtur V        | 02′    |
| 8.               | Trompete        | 08′    |
|                  | Tremolo         |        |

| II Schwellwerk C–g3 |                 |         |
| 09.                 | Holzflöte       | 08′     |
| 10.                 | Violdigamba     | 08′     |
| 11.                 | Prinzipal       | 04′     |
| 12.                 | Rohrpommer      | 04′     |
| 13.                 | Hohlquinte      | 02 ⁄3′  |
| 14.                 | Nachthorn       | 02′     |
| 15.                 | Weitterz        | 01 3⁄5′ |
| 16.                 | Scharffmixtur V | 01 ⁄3′  |
| 17.                 | Dulcian         | 16′     |
| 18.                 | Hautbois        | 08′     |
| 19.                 | Clairon harm.   | 04′     |
|                     | Tremolo         |         |

| III Oberwerk C–g3 |            |        |
| 20.               | Rohrflöte  | 8′     |
| 21.               | Prinzipal  | 4′     |
| 22.               | Blockflöte | 4′     |
| 23.               | Oktave     | 2′     |
| 24.               | Terz       | 1 3⁄5′ |
| 25.               | Quinte     | 1 ⁄3′  |
| 26.               | Cimbel IV  | 1′     |
| 27.               | Krummhorn  | 8′     |
|                   | Tremolo    |        |

| Pedal C–f1 |               |        |
| 28.        | Principalbass | 16′    |
| 29.        | Untersatz     | 16′    |
| 30.        | Prinzipalbass | 08′    |
| 31.        | Koppelflöte   | 08′    |
| 32.        | Holzoktave    | 04′    |
| 33.        | Hintersatz V  | 02 ⁄3′ |
| 34.        | Posaune       | 16′    |
| 35.        | Horn          | 08′    |

- Koppeln: Manualkoppeln II/I, III/I, III/II, I/P, II/P, III/P
- Spielhilfen: Handregister, 4 freie Kombination, 2 freie Pedalkombinationen, Einzelabsteller, Tutti, Schwelltritt

## Glocken
Im Turm hängen drei Bronzeglocken, die 1960 von Petit & Gebr. Edelbrock gegossen wurden.
| Schlagton | Gewicht (kg) | Durchmesser (cm) | Höhe (cm) | Inschrift   |
| --------- | ------------ | ---------------- | --------- | ----------- |
| cis′      | 1920         | 150              | 121       | ST. MICHAEL |
| e′        | 1080         | 124              | 100       | ST. MARIA   |
| fis′      | 0700         | 110              | 095       | ST. VINCENZ |